# Innocenza infranta
Innocenza infranta (Inventing the Abbotts) è un film del 1997 diretto da Pat O'Connor. 
La pellicola fa parte del nutrito filone di film ambientati negli anni cinquanta. 
Le attrici protagoniste femminili, Liv Tyler e Jennifer Connelly, stavano raggiungendo l'apice del loro successo.  

## Trama
Nella cittadina di Haley, Illinois, alla fine degli  anni cinquanta, le vite di due famiglie, gli Abbott e gli Holt, si intrecciano in un gioco di passioni, ambizioni e rivalità. Doug e Jacey Holt sono cresciuti con la madre Helen dopo la morte del padre, avvenuta anni prima in un tragico incidente su un lago ghiacciato. Lloyd Abbott, ricco imprenditore locale, è il patriarca di una famiglia benestante e rispettata, composta dalla moglie Joan e dalle loro tre splendide figlie: Alice, Eleanor e Pamela. Per Jacey, il successo di Lloyd è il frutto di un'ingiustizia: crede infatti che l’uomo abbia truffato la loro famiglia, appropriandosi del brevetto inventato dal padre e arricchendosi alle loro spalle. Animato dal desiderio di rivalsa, Jacey inizia una relazione con Eleanor, ma non per vero amore: la ragazza è solo un mezzo per colpire Lloyd. Tuttavia, quando il padre scopre la loro relazione, la manda via da Haley, allontanandola definitivamente dalla vita del giovane Holt. Nel frattempo, Doug, più timido e riflessivo del fratello, si sente attratto da Pamela, la più giovane delle sorelle Abbott. Tuttavia, il ragazzo fatica a comprendere i suoi sentimenti e, spinto dall'ammirazione per Jacey, tenta di sfruttare le attenzioni di Pamela senza reale convinzione. Dopo un iniziale rifiuto da parte della ragazza, si allontana da lei, mentre Jacey tenta di sedurre Alice, la sorella maggiore già sposata. Quando Lloyd scopre anche questa relazione, Alice tronca ogni legame con il giovane, spingendolo a lasciare la città per proseguire gli studi a Philadelphia. La tensione tra le due famiglie cresce, rendendo difficile qualsiasi legame tra i fratelli Holt e le sorelle Abbott.
Anni dopo, nel 1960, Doug ritrova Pamela mentre studia all'università, ma scopre con amarezza che nel frattempo anche Jacey ha avuto una relazione con lei. Questo tradimento segna la rottura definitiva tra i due fratelli. Il loro rapporto sembra irrecuperabile fino alla morte della madre, che li riporta entrambi a Haley. Tra i ricordi di famiglia, Doug trova una lettera che svela una verità inaspettata sul passato del padre, cambiando per sempre la sua prospettiva sulla rivalità con gli Abbott. Quando Lloyd gli rivela dove si trova Pamela, Doug decide di seguirla per affrontare i propri sentimenti e cercare un nuovo inizio.